# Zadniki
Zadniki este o localitate din comuna Ribnica, Slovenia, cu o populație de 14 locuitori.